# Mike Will Made It
Mike Will Made It (stylizowany zapis Mike WiLL Made-It, albo w skrócie Mike Will), właściwie Michael Len Williams II (ur. 23 marca 1989 r. w Marietta) – amerykański producent muzyczny, DJ, raper i autor tekstów.

## Wczesne życie
Michael Len Williams II urodził się w Marietcie w Georgii. Ma dwie starsze siostry. Jego ojciec, Michael Williams Sr., jest byłym dyrektorem IBM, gdzie pracował jako DJ w latach 70. Jego matka, Shirley Williams, pracowała w banku, była kiedyś w grupie gospel, śpiewając dla Dottie Peoples. Wychował się w rodzinie muzycznej, jego wujek był gitarzystą, a jedna z jego starszych sióstr grała na perkusji na olimpiadzie. Mike Will bardzo lubił sport, grał m.in. w koszykówkę, baseball i piłkę nożną. Marzył też o zawodowej karierze sportowej.
Jego życie skupiało się także wokół muzyki hip-hop. Mike najpierw rozwijał swój talent muzyczny odtwarzając popularne instrumentale, które usłyszał w radiu, a on i jego przyjaciele do nich rapowali.
W wieku 14 lat Mike Will zaczął tworzyć muzykę na maszynie Korg ES1, którą jego ojciec kupił dla niego jako prezent świąteczny w lokalnym sklepie muzycznym Mars Music. W późniejszym czasie, Mike Will zaczął także używać m.in. Korg Triton, Akai MPC1000, Yamaha Motif i Roland Fantom. Do czasu, gdy Mike Will miał 16 lat, spędzał czas w lokalnych studiach nagraniowych w Atlancie. Początkowo był ignorowany, ale ostatecznie kilka jego utworów usłyszał Gucci Mane, który następnie zaprosił go do studia nagraniowego Patchwerk w Atlancie.
Po ukończeniu liceum, Mike Will zapisał się na Georgia State University, by kontynuować studia licencjackie głównie ze względu na presję ze strony rodziców, ale zdecydował się na przerwę i ostatecznie po kilku semestrach zrezygnował, aby skupić się na swojej karierze muzycznej. Podczas tej przerwy wyprodukował piosenkę "Tupac Back" który zaczęła cieszyć się dużą popularnością. Od tego czasu doradzał początkującym producentom muzyki, aby nie porzucali studiów, jeśli nie są pewni własnej przyszłej kariery lub nie mają na nią określonego planu.

## Kariera

### 2011-2012: Początki i mixtape’y
W wywiadzie dla XXL Mike powiedział: "Gucci Mane był pierwszym raperem, który kiedykolwiek rapował na moich beatach."  Mike pierwszy raz spotkał Gucci3go Mane’a w studio nagraniowym w Atlancie, PatchWerk Recording Studios, gdzie dał mu kilka beatów, pod które Gucci Mane zaczął freestyle. Następnie zaproponował Mike’owi 1000 $ za jeden z jego beatów. Obaj zaczęli wspólnie wydawać piosenki, takie jak "East Atlanta 6" i kilka piosenek z mixtape Gucciego Mane’a, No Pad, No Pencil. Po nawiązaniu bliskich relacji z Gucci Mane rozpoczął współpracę z innymi znanymi raperami z Atlanty, takimi jak Future, Waka Flocka Flame, Rocko i 2 Chainz.
W 2011 roku Mike Will wydał swój pierwszy singiel "Tupac Back" w wykonaniu Meeka Milla i Ricka Rossa z albumu Self Made Vol. 1.  Singiel został wydany 5 kwietnia 2011 roku i znalazł się na 31. miejscu listy Hot R&B/Hip-Hop Songs. Nastąpiło to po tym, jak Mike Will przekazał część swoich beatów wytwórni Maybach Music Group Ricka Rossa.
Również w 2011 roku Mike Will współpracował z raperem Future, produkując kilka popularnych utworów, m.in. „Is not No Way Around It”, "Itchin" i trzy utwory z debiutanckiego albumu Future z 2012 roku, Pluto: "Neva End", "Truth Go Be You You" i "Turn On the Lights". "Turn the Lights" było promowane jako singiel i znalazł się na 2 miejscu na liście Hot R&B/Hip-Hop Songs.
27 grudnia 2011 r. Mike Will wydał swój pierwszy mixtape, Est. in 1989 (Last of a Dying Breed). Został wydany na popularnej stronie do wydawania mixtape’ów, LiveMixtapes.com. Est. in 1989 zawiera mix piosenek Mike’a z artystami takimi jak Gucci Mane, Future, Waka Flocka Flame, Kanye West, 2 Chainz, Lil Boosie, Ludacris, Lil Wayne.
23 marca 2012 roku Mike Will nawiązał współpracę z popularną stroną muzyczną The FADER, aby zapowiedzieć drugi mixtape, Est. in 1989 r. Pt. 2, i wydać pierwszy singiel z mixtape'u "Back 2 the Basics", w którym występuje Gucci Mane i Waka Flocka Flame. Na mixtape’ie gościnnie wystąpili: Diddy, 2 Chainz, Juicy J, Future, Lil Wayne, T.I., Mac Miller, French Montana, Jeremih i inni. Album został wydany ponownie 24 lipca 2012 roku we współpracy z LiveMixtapes.com.
Mike pracował również z raperem 2 Chainz. Wyprodukował piosenkę "La La", w którym występuje Busta Rhymes, z mixtape’u 2 Chainza, Codeine Cowboy i "Got One" z mixtape’u T.R.U. REALigion. W wywiadzie dla magazynu Complex, Mike Will powiedział, że pracuje z 2 Chainz'em "od 2008 roku ... Jesteśmy trochę jak rodzina". W 2012 roku Mike Will wyprodukował singiel,"No Lie", z debiutanckiego albumu 2 Chainza, Based on a T.R.U. Story, wydane przez Def Jam. Singiel, w którym występuje Drake, został wydany 8 maja 2012 roku i zadebiutował w pierwszej 50 na liście Billboard Hot 100, osiągając 1 miejsce na liście Hot R&B/Hip-Hop Songs. Singiel uzyskał złoty status przyznany przez RIAA.
W 2012 roku Mike WiLL Made-It wyprodukował "Bandz a Make Her Dance", piosenkę dla rapera Juicy J, w której wystąpili gościnnie Lil Wayne i 2 Chainz. Piosenka została uznana za jedną z 25 najlepszych piosenek lata 2012 przez magazyn Complex, a we wrześniu 2012 r. piosenka znalazła się na 14 miejscu na liście Billboard Hot R&B/Hip-Hop Songs.
Mike Will, wraz z  Kanye Westem, Mikiem Deanem, Lifted i Anthonym Kilhofferem, wyprodukował singiel "Mercy", w którym występują Kanye West, Big Sean, 2 Chainz i Pusha T. "Mercy", wydany 3 kwietnia 2012 roku, służył jako główny singiel z albumu wytwórni G.O.O.D. Music Cruel Summer znalazł się na 1 miejscu listy Billboard Hot R&B/Hip-Hop Songs, i osiągając 13. miejsce na liście Billboard Hot 100. Mike wyprodukował również single "Way Too Gone" z udziałem Future z albumu studyjnego Young Jeezy'ego Thug Motivation 103: Hustlerz Ambition, "Just a Sign" z drugiego studyjnego albumu artysty B.o.B Strange Clouds i "Pour It Up" ze studyjnego albumu Rihanny Unapologetic.
W wywiadzie udzielonym w 2012 r. Mike Will wspomniał o nadchodzącej współpracy z Kanye Westem, Brandy, Big Seanem i Pushą T.
Trzeci mixtape, zatytułowany Est. w 1989 r. 2.5 ukazał się 24 grudnia 2012 roku. W mixtape pojawili się gościnnie Gucci Mane, Future, Rihanna, Big Sean, Trinidad Jame$, Lil Wayne i inni.

### 2013-teraz: Debiutancki album studyjny i współpraca z Miley Cyrus
Mike Will był producentem czwartego studyjnego albumu Miley Cyrus Bangerz, w tym singiel "We Can not Stop". Wyprodukował osiem utworów na Bangerz i sześć utworów na Miley Cyrus & Her Dead Petz.
9 września 2013 roku Mike Will wydał swój debiutancki singiel "23", z udziałem Wiza Khalify, Juicy J i Miley Cyrus. Ujawnił również, że podpisał kontrakt z Interscope Records, aby wydać swój debiutancki album. Na jego debiutanckim albumie pojawili się także Beyoncé, Future, Kendrick Lamar i 2 Chainz.
Został nazwany producentem roku przez HipHopDX 18 grudnia 2013 r.
17 czerwca 2014 roku Mike WIll Made It wydał pierwszy singiel z nadchodzącego mixtape’u Buy the World z Future, Lil Wayne’em i Kendrickiem Lamarem. 15 grudnia 2014 roku wydał swój piąty mixtape Ransom. W jego realizacji udział wzięli: Big Sean, Juicy J, 2 Chainz, Lil Wayne i Kendrick Lamar.
24 marca 2017 r. Mike wydał Ransom 2, z udziałem m.in. Rihanny, Kendricka Lamara, Future, Pharrella, Lila Wayne’a, Big Seana, Migosa oraz  YG.
Mike wyprodukował również 3 piosenki z albumu Kendricka Lamara DAMN., który został wydany 27 kwietnia 2017 roku.
16 listopada 2018 r. wyprodukował album, będący ścieżką dźwiękową do filmu Creed II, o nazwie Creed II: The Album, na którym znaleźli się m.in. Kendrick Lamar, Pharrell, Lil Wayne, Nas, czy Gucci Mane.

## Wpływy artystów na muzykę Mike’a
W wielu wywiadach, Mike Will wymienił wielu muzyków, którzy mieli wpływ na jego karierę. W wywiadzie dla magazynu Complex "Behind the Beats" mówi, że "zawsze podziwiał perkusję używaną przez Dr Dre i nazywa Timbalanda "pierwszym szalonym producentem muzyki pop ... Przywiózł do gry wielu artystów". Mówi, że "również spoglądał na Shawty'ego Redda", który "był pierwszym producentem, który użył mrocznego dźwięku i energii w trapowych beatach." Odnosi się także do DJ-a Toompa jako "mojego starszego brata lub mentora", mówiąc: "Kocham to, co robi". W wywiadzie dla AOL's The Boombox, Mike Will odwołuje się również do Pharrella Williamsa jako producenta, którego szanuje.

## Sprzęt
Mike Will używa różnych urządzeń produkcyjnych do tworzenia beatów. W jego wyposażeniu znajduje się m.in. Korg Triton, Akai MPC 1000, Yamaha Motif i Roland Fantom-X i programy: Logic Pro i FL Studio

## Ear Drummers Records
W 2006 roku Mike Will założył własną firmę produkcyjną o nazwie EarDrummers Entertainment. W 2013 roku założył wytwórnię Ear Drummer Records (początkowo pod nazwą Eardruma Records) i podpisał ją pod wytwórnię Interscope Records 19 grudnia 2013 roku. W 2014 roku Mike Will podpisał kontrakt z Rae Sremmurd i Two-9.

### Artyści
- Mike Will Made It
- Shotta Spence
- Two-9
- Rae Sremmurd
- Eearz
- Andréa
- Trouble
- Rico Pressley

### Producenci muzyczni
- 30 Roc
- Blue Cheeze
- DJ Fu
- Ducko Mcfli
- GT
- J-Bo
- Marz
- Mike Will Made It
- Pluss
- P-Natzy
- Resource
- Scooly
- Swae Lee
- Whatlilshoodysay
- F1Jo

## Dyskografia

### Albumy studyjne
- Ransom 2 (2017)
- Edgewood (z Trouble) (2018)

### Soundtracki
- Creed II: The Album (2018)

### Mixtape'y
- Est. in 1989 (Last of a Dying Breed) (2011)
- Est. in 1989 Pt. 2 (2012)
- Est. in 1989 Pt. 2.5 (2012)
- #MikeWiLLBeenTriLL (2013)
- Ransom (2014)
- Gotti Made-It (z Yo Gotti) (2017)